# Roberto Flores Álvarez
Roberto Flores Álvarez (Vallenar, 15 de noviembre de 1909 - La Serena, 10 de diciembre de 1984) fue un contador, escritor y político chileno, diputado por la Provincia de Atacama e intendente de la Provincia de Coquimbo.

## Primeros años
Sus primeros estudios los realizó en su natal Vallenar y posteriormente en La Serena, concluyendo sus estudios secundarios en el Instituto Superior de Comercio de Coquimbo, en donde obtuvo el título de contador. Fue funcionario en la Aduana de Huasco. Estuvo casado con Iris Barraza, con quien tuvo dos hijos. Además fue tío del historiador Kabur Flores.

## Trayectoria política
En 1952 fue designado Intendente de la Provincia de Coquimbo. Al año siguiente fue elegido diputado por la 3° agrupación departamental (Copiapó, Chañaral, Huasco y Freirina), representando al Partido Socialista Popular, en la elección complementaria realizada el 13 de septiembre tras el fallecimiento del parlamentario Héctor Montero Soto, en las que triunfó sobre el radical Orlando Poblete González. Flores asumió su cargo en el Congreso el 20 de octubre de 1953.
En 1958 postuló a diputado por la Provincia de Coquimbo en las elecciones complementarias realizadas el 2 de marzo para reemplazar a Hugo Zepeda Barrios, que fue elegido como senador para sustituir al fallecido Raúl Marín Balmaceda. Flores perdió la elección con 13.365 contra los 16.712 que obtuvo Julio Alberto Mercado Illanes. En 1963 postuló como regidor para la municipalidad de La Serena, pero tampoco resultó elegido.

## Carrera artística

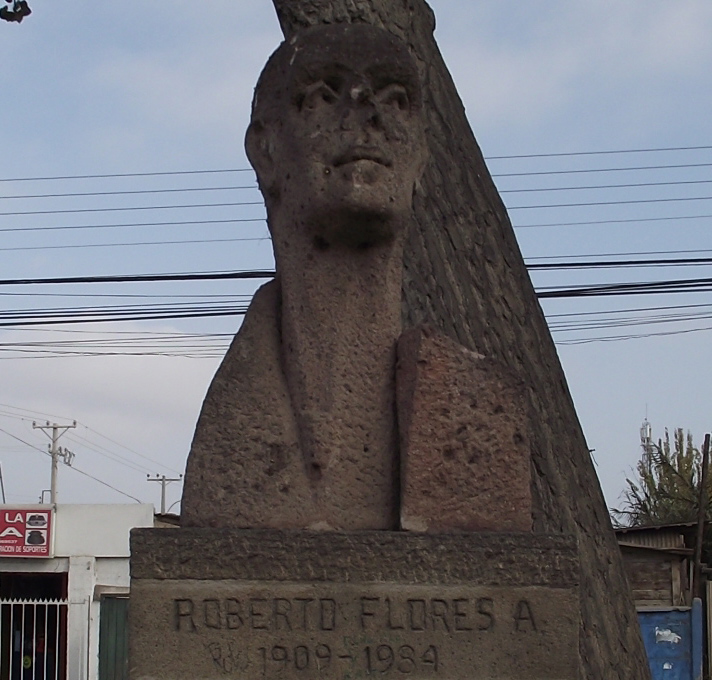
Busto de Roberto Flores Álvarez en la Avenida Francisco de Aguirre de La Serena.

Se destacó como poeta, publicando desde 1932 en distintos diarios, revistas y antologías, siendo destacada su aparición en "Antología de los grandes poetas" de Francisco Galano. En 1949 fue distinguido como "Poeta de los Mineros" por la Convención Nacional de Asociaciones Mineras.
Fue columnista de los diarios El Noticiero Huasquino de Vallenar y El Día de La Serena, desempeñándose en este último durante más de 30 años, siendo el trabajador con más años de experiencia en el periódico al momento de su muerte.
Fue miembro de la Sociedad de Escritores de Chile, el Rotary Club La Serena Oriente y el Círculo Literario Carlos Mondaca Cortés. Este último le otorgó el Premio Regional de Literatura en agosto de 1984.
Roberto Flores falleció de un paro cardiaco en La Serena el 10 de diciembre de 1984, día en que recibiría la medalla de oro que lo consagraba como Premio Regional de Literatura.

## Obras publicadas
- 1977 - Añañucas
- 1985 - Canto a los Mineros (póstumo)[5]

## Historial electoral

### Elecciones municipales de 1963
- Elecciones municipales de 1963 - Regidores para la comuna de La Serena[6]